# トラトラフィッシング
『トラトラフィッシング』は、サンテレビジョンで2017年4月6日から2019年12月24日まで放送されていた釣り番組。番組タイトルの「トラトラ」は、阪神タイガース一筋で内野手として活躍した関本賢太郎（朝日放送テレビ野球解説者）をメインキャスター（MC）へ起用したことにちなむ。

## 概要
関西地方を中心に、季節の釣り物を入門者にもわかりやすく解説することをコンセプトに放送を開始。海釣り・川釣り問わず、オールジャンルの釣りを紹介していた。関本をMCに起用したのは、阪神での現役選手時代から、矢野燿大（当時のチームメイトで番組の終了時点では阪神の一軍監督）などとともに「チームトラバス」というブラックバス愛好の釣りチームに所属するほどの釣りマニアであることによる。
番組の本編では、プロのアングラーを迎えるパターンと、関本と縁の深い阪神関係者・ファンやアスリートがゲストで出演するパターンに大別。前者のパターンでは、関本が釣りのテクニックをアングラーに教わっていた。後者のパターンでは、関本とゲストによる釣り対決を全編にわたって放送。2018年1月には、関西地方を離れて、久米島（沖縄県）への遠征釣行の模様を放送した。
関本がプロ野球選手だったことから、本編では、野球と釣りに共通する表現を多用。例えば、魚が餌(ルアー)にかかったときの合わせのタイミングについては、ボールのミートポイントに置き換えて「ヒット!」とコメント。連続で魚が釣れれば「猛打賞」、釣りの途中で魚が外れたりした場合には「エラーミス」という表現を使っていた。
安全な釣りの心得や、釣りのエチケットにまつわる関本からのメッセージを、エンディング（次回予告と提供クレジットの合間）に放送することも特徴。2018年からは、関本が出演できない場合に、現役選手時代のチームメイトだった狩野恵輔（サンテレビなどの野球解説者）がMCを務めることもあった。
2019年12月24日で本放送を終了。通算の放送回数は142回で、最終回では総集編を放送した。

## 放送時間
- 2017年4月 - 2018年3月　毎週木曜日22:30 - 23:00
- 2018年4月 - 2019年12月　毎週火曜日21:30 - 22:00
  - 通年放送で、プロ野球シーズン中に『サンテレビボックス席』のナイトゲーム中継を延長した場合にも、放送枠の完全スライドによって中継終了の直後から必ず放送していた。また、放送翌週の日曜日6:00 - 6:30に、直近回の再放送を実施している。

## 出演者
- メインキャスター（MC）
  - 関本賢太郎
- アングラー
  - 菊池雄一(ハヤブサ)
  - 広瀬達樹(メジャークラフト)
  - 吉田健太郎(デュエル釣具)
  - 他
- ゲスト
  - 矢野耀大
  - 桑田ます似（桑田真澄に似たものまねタレント）
  - 松村邦洋
  - 中西清起
  - 井川慶
  - 続木敏之
  - 桧山進次郎
  - 長谷川穂積
  - 葛城育郎
  - 亀山努
  - 福留孝介
  - 狩野恵輔（MC代理も随時担当）

## スタッフ
- プロデューサー：上恐輝（サンテレビジョン）/鈴木利幸
- ディレクター：北野裕隆/竹原岳志
- 制作協力：スポーツビズ/プロアスリート
- 制作著作：サンテレビジョン